# Howard Hanson
Howard Harold Hanson (ur. 28 października 1896 w Wahoo, zm. 26 lutego 1981 w Rochester) – amerykański kompozytor, dyrygent, pianista, teoretyk muzyki, muzykolog.

## Życiorys
Urodził się w Wahoo w stanie Nebraska. Jego rodzice byli Szwedami. Studiował w Luther College w Wahoo, w Institute of Musical Art w Nowym Jorku oraz w Northwestern University w Evanston, gdzie w latach 1915–1916 był asystentem. W roku 1919 został dziekanem Conservatory of Fine Arts w College of the Pacific w San Jose. W 1921 otrzymał nagrodę American Prix de Rome za utwór "California Forest Play of 1920". W latach następnych występował często jako dyrygent, prowadząc orkiestry zarówno w USA jak i w Europie.
Hanson był założycielem i wieloletnim prezesem National Music Council oraz członkiem Królewskiej Akademii Muzycznej Szwecji. Podczas swojej kariery muzycznej otrzymał wiele nagród, w tym m.in.: Nagrodę Pulitzera za IV Symfonię (1944), a także 36 honorowych tytułów naukowych.